# Lac Hottah
Le lac Hottah est le sixième plus grand lac des Territoires du Nord-Ouest au Canada. Il couvre une superficie de 918 km2.